# Thanh Niên Cánh Tả
Thanh Niên Cánh Tả (Tiếng Trung: 左翼青年) là một nhóm thanh niên ở Cộng hòa Nhân dân Trung Hoa, nổi tiếng với sự kiện bảo vệ quyền lợi của người lao động Thâm Quyến Jasic 2018.
Thanh niên cánh tả của Trung Quốc chủ yếu là sinh viên đại học trẻ sinh vào những năm 1990, và họ là một thiểu số rất nhỏ trong số sinh viên đại học Trung Quốc. Những sinh viên này thường được tổ chức dưới danh nghĩa câu lạc bộ đọc sách và hiệp hội sinh viên và có thể được tìm thấy ở các trường đại học lớn.